# أسامة شطيبة
أسامة شطيبة (مواليد 27 سبتمبر 1988طرابلس ) اصوله من مدينة الأصابعة الجبل الغربي  هو لاعب كرة قدم ليبي يلعب في مركز قلب الدفاع لنادي الأهلي طرابلس.